# Anelaphus punctatus
Anelaphus punctatus là một loài bọ cánh cứng trong họ Cerambycidae.